# Gabbro (Rosignano Marittimo)
Gabbro è una frazione del comune italiano di Rosignano Marittimo, nella provincia di Livorno, in Toscana.

## Geografia fisica
La roccia ignea intrusiva chiamata in tutto il mondo gabbro, prende il nome da questo piccolo paese della Toscana. Nella zona di Gabbro affiorano infatti successioni ofiolitiche (ofioliti), caratterizzate dalla presenza di questo tipo di roccia. Il nome fu attribuito alla roccia dal geologo Christian Leopold von Buch, che studiò l'area nell'Ottocento.

## Storia

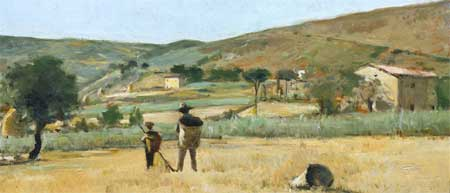
Silvestro Lega, Paesaggio del Gabbro

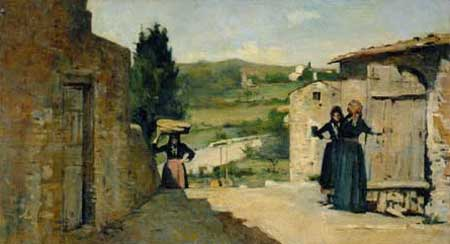
Silvestro Lega, Presso il Gabbro

L'origine del nome Gabbro sembra derivata dal latino glabrum, (cioè calvo, glabro) per la natura del suolo arido e sterile dove abbonda una roccia verde-scura, ricca di magnesio.
Il primo documento attendibile risale al Basso Medioevo, nel 1312, dove viene citato in un registro della Pia Casa della Misericordia di Pisa.
Nel Medioevo, il paese era conosciuto come il comune di Torricchi-Gabbro, facente parte dei possedimenti di Pisa, che nel 1285 aveva diviso in podesterie e comuni tutto il suo territorio. Nel 1406, il territorio venne conquistato da Niccolò Donati, al servizio dei Medici, che assegnarono il territorio sotto alla podesteria di Rosignano e poi di Lari.
Dal 1606 il comune viene incluso nel Capitanato Nuovo di Livorno, che a quei tempi si rivelava una fiorente cittadina in espansione. Proprio in questo periodo coincide per il Gabbro un periodo di decadenza, che si interrompe solo con una nuova crescita economica e demografica durante il Settecento. A quell'epoca risale la chiesa di San Michele Arcangelo, in cui si trovano un dipinto su legno con San Michele che uccide il drago e la Madonna del Buonconsiglio, opera della scuola senese nel Quattrocento.
Nel 1776, dopo vari accordi, il comune di Gabbro viene soppresso per entrare a far parte del comune di Fauglia; con l'unificazione d'Italia passò sotto quello di Collesalvetti e nel 1910 fu incluso in quello di Rosignano Marittimo.
Tra i residenti celebri, nell'Ottocento si stabilì a Gabbro il pittore Silvestro Lega, che nella sua opera si è ispirato più volte al paesaggio collinare che circonda il paese, unitamente all'amico Angelo Torchi.
Durante la seconda guerra mondiale, nel periodo della Repubblica Sociale Italiana quattro famiglie ebraiche livornesi (17 persone in tutto, 6 adulti e 10 minori) si trasferirono a Gabbro in cerca di rifugio. Furono tutti arrestati il 20 dicembre 1943 per iniziativa del locale maresciallo dei carabinieri che li consegnò ai tedeschi. Soltanto uno di loro sopravvisse alla deportazione ad Auschwitz. Fu di gran lunga il nucleo maggiore di ebrei arrestati nella provincia di Livorno.
Gabbro è anche il paese d'origine della cantante Nada.

## Monumenti e luoghi d'interesse
- Chiesa di San Michele Arcangelo
- Rocca del Gabbro
- Villa Mirabella

## Infrastrutture e trasporti
È raggiungibile da Livorno, attraverso la strada passante per il vicino paese di Nibbiaia, o per la provinciale 8; da Rosignano attraverso la strada di Castelnuovo della Misericordia o tramite la statale 206, uscendo sulla provinciale 8; da Collesalvetti, invece, per la strada provinciale del Gabbro e della Valle Benedetta o sempre attraverso la statale 206.

## Sport
- Asd La Cantèra Acli Gabbro

## Citazioni letterarie
Castiglioncello e Gabbro sono le ambientazioni del romanzo di successo della cantante e scrittrice Nada Malanima, Il mio cuore umano, edito nel 2008 e da cui nel 2009 è stato tratto il film per la televisione La bambina che non voleva cantare.